# Puccinia kusanoi
Puccinia kusanoi är en svampart som beskrevs av Dietel 1899. Puccinia kusanoi ingår i släktet Puccinia och familjen Pucciniaceae.   Inga underarter finns listade i Catalogue of Life.